# Actinote jordani
Actinote jordani är en fjärilsart som beskrevs av D'almeida 1922. Actinote jordani ingår i släktet Actinote och familjen praktfjärilar. Inga underarter finns listade i Catalogue of Life.